# Kangerlussuaq (Fjord, Maniitsoq)
Kangerlussuaq („Großer Fjord“; dänisch Søndre Strømfjord) ist ein grönländischer Fjord im Distrikt Maniitsoq und im Distrikt Sisimiut in der Qeqqata Kommunia.

## Geografie
Der Fjord entspringt auf Höhe des Dorfs Kangerlussuaq im Distrikt Sisimiut aus einem Ästuar kurz hinter dem Zusammenfluss der beiden Flüsse Qinnguata Kuussua und Akuliarusiarsuup Kuua. Er fließt von dort aus geradlinig nach Südwesten und bildet die Grenze zwischen den Distrikten Sisimiut im Norden und Maniitsoq im Süden. Nach etwa 10 km mündet von Südosten der Fjord Umiiviit in den Kangerlussuaq. Nach 20 km mündet die Bucht Tatsip Ataa aus derselben Richtung in den Fjord und nach 42 km die Bucht Angujaartorfik. Nach 60 km knickt der Fjord etwas weiter nach Süden ab. Nach etwa 78 km passiert er eine Stelle zwischen den zwei tiefen Tälern Itillinnguaq im Westen und Arnangarnup Qoorua im Osten, die eine direkte Verlängerung des Fjords Itillip Ilua darstellen. Von dort aus verläuft der Fjord wieder etwas weiter gen Westen gerichtet. Nach 104 km wird die halbe Breite des Fjords durch den Mündungsbereich des inaktiven Gletschers Serminnguaq ausgefüllt. Kurz darauf gehört auch das Nordwestufer des Fjords zum Distrikt Maniitsoq. Nach einigen weiteren kleinen Knicken spaltet sich der Fjord nach etwa 150 km auf. Inmitten des Fjords befinden sich hier zwei kleine Inseln mit dem Namen Qeqertaarsuit. Der folgende nördliche Zweig des Fjords trägt den Namen Amerlunnguaq, der südliche heißt Simiuttap Saqqaa. Zwischen beiden Zweigen liegt die große Insel Simiutaq. Schließlich mündet der Fjord in die Davisstraße. Die Länge des Fjords beträgt etwa 165 km bei einer Breite von etwa 1,5 bis 5 km, lediglich der Amerlunnguaq ist deutlich schmaler. Daneben finden sich aber auch offensichtlich unzutreffende Längenangaben von bis zu 190 km.

## Geschichte
Im Inneren des Fjords haben Ausgrabungen auf Höhe von Angujaartorfik ergeben, dass die Gegend in vorgeschichtlicher Zeit von der Saqqaq-Kultur besiedelt war. Daneben finden sich auch Überreste der späteren Thule-Kultur. In kolonialer Zeit existierten jedoch keine Wohnplätze im Fjord.
Während des Zweiten Weltkriegs errichteten die Vereinigten Staaten 1941 am Fjordende den Flugplatz Bluie West Eight an, der zur Sondrestrom Air Base wurde, dem heutigen internationalen Flughafen Kangerlussuaq, um den sich das Dorf Kangerlussuaq gebildet hat.

## Flora und Fauna
Die äußeren Küstenbereiche des Fjords sind durch vegetationslose hohe Gebirge und Eiskappen gekennzeichnet. Im Fjordinneren senkt sich das Land ab und ist mit kleineren Pflanzen der Tundravegetation bewachsen. Mitte des 20. Jahrhunderts hieß es noch, dass Jagd in der Gegend nahezu unmöglich ist, da die Rentiere fast ausgerottet wurden. Heute ist der Fjord jedoch bekannt für seine Vielzahl an Rentieren, Moschusochsen, Polarfüchsen, Schneehasen und verschiedenen Vögeln.